# Vuilleminia
Genre
Vuilleminia est un genre de champignons saprotrophes de la famille des Vuilleminiaceae dans l’ordre des Corticiales.

## Liste d'espèces
Selon Catalogue of Life (28 octobre 2013) :
- Vuilleminia alni
- Vuilleminia comedens
- Vuilleminia corticola
- Vuilleminia coryli
- Vuilleminia cystidiata
- Vuilleminia erastii
- Vuilleminia ericae
- Vuilleminia macrospora
- Vuilleminia maculata
- Vuilleminia megalospora
- Vuilleminia obducens
- Vuilleminia oyensis
- Vuilleminia pseudocystidiata
- Vuilleminia subglobispora

Selon NCBI (28 octobre 2013) :
- Vuilleminia alni
- Vuilleminia comedens
- Vuilleminia coryli
- Vuilleminia cystidiata
- Vuilleminia erastii
- Vuilleminia macrospora
- Vuilleminia megalospora
- Vuilleminia nilsii
- Vuilleminia pseudocystidiata

Selon Index Fungorum (28 octobre 2013) :
- Vuilleminia alni Boidin, Lanq. & Gilles 1994
- Vuilleminia comedens (Nees) Maire 1902
- Vuilleminia corticola Parmasto 1965
- Vuilleminia coryli Boidin, Lanq. & Gilles 1989
- Vuilleminia cystidiata Parmasto 1965
- Vuilleminia erastii Ghob.-Nejh. 2012
- Vuilleminia ericae Duhem 2010
- Vuilleminia macrospora (Bres.) Hjortstam 1987
- Vuilleminia maculata (H.S. Jacks. & P.A. Lemke) Parmasto 1968
- Vuilleminia megalospora Bres. 1926
- Vuilleminia nilsii Ghobad-Nejhad & Duhem 2013
- Vuilleminia obducens Hjortstam & Ryvarden 1996
- Vuilleminia oyensis Duhem & M. Gérard 2009
- Vuilleminia pseudocystidiata Boidin, Lanq. & Gilles 1994
- Vuilleminia subglobispora Hallenb. & Hjortstam 1996